# ماجدة
ماجدة صباحي أو ماجدة (6 مايو 1931  - 16 يناير 2020) كانت ممثلة سينمائية مصرية اشتهرت بأدوارها من عام 1949 إلى 1994.

## عن حياتها
ولدت في طنطا وحصلت على شهادة البكالوريا الفرنسية. كان أبوها موظفاً في وزارة المواصلات. بدأت حياتها الفنية وعمرها 15 سنة دون عِلم أهلها وغيّرت اسمها إلى ماجدة حتى لا تُكتشف. كانت بدايتها الحقيقية في عام 1949 في فيلم الناصح إخراج سيف الدين شوكت مع إسماعيل ياسين. دخلت مجال الإنتاج وكوّنت شركة أفلام ماجدة لإنتاج الأفلام، ومن أفلامها التي أنتجتها «جميلة» و«هجرة الرسول» وقد مثّلت مصر في معظم المهرجانات العالمية وأسابيع الأفلام الدولية واختيرت كعضو لجنة السينما بالمجالس القومية المتخصصة. حصلت على العديد من الجوائز من مهرجانات دمشق الدولي وبرلين وفينيسيا الدولي، كما حصلت على جائزة وزارة الثقافة والإرشاد. تزوجت عام 1963 من الممثل إيهاب نافع الذي أنجبت منه إبنتها غادة وبعد طلاقها لم تتزوج مرة ثانية. قامت بدور بارز في جمعية السينمائيات، واعتبرت من أبرز الممثلات في السينما المصرية، إذ اتسم أداؤها بتقمص الشخصية.

## وفاتها
توفيت يوم الخميس 16 يناير 2020 في القاهرة عن عُمْر ناهز 89 عاماً. وأقيمت صلاة الجنازة عقب صلاة الجمعة 17 يناير 2020 بمسجد مصطفى محمود في مدينة الجيزة. قررت أسرتها دفنها في مقابر العائلة بمدينة السادس من أكتوبر.

## أعمالها

### أفلام
| - ونسيت أني امرأة:1994-سعاد - عندما يتكلم الصمت:1988-نوال الطبيبة النفسية - حدوتة مصرية:1982-ماجدة - العمر لحظة:1978-نعمت+إنتاج - جنس ناعم:1977-أمينة - النداهة:1975-فتحية+إنتاج - أنف وثلاث عيون:1972-أمينة - زوجة لخمسة رجال:1970-عفاف+إنتاج - السراب:1970-رباب محمد جبر+إنتاج - الرجل الذي فقد ظله:1968-مبروكة - حواء على الطريق:1968-منى - القبلة الأخيرة:1967-نيرة - من أحب:1966-ليلى مظلوم+إنتاج وإخراج وسيناريو وحوار - ثورة اليمن:1966 - هجرة الرسول:1964-حبيبة+إنتاج - قصة ممنوعة:1963-هناء - الحقيقة العارية:1963-امال عبد الحميد+إنتاج - بياعة الجرايد:1963-نعيمة+غناء - هذا الرجل أحبه:1962-صابرين - أجازة نص السنة:1962-زينب - دنيا البنات:1962-زينب دسوقي - قيس وليلى:1960-ليلى - بين إيديك:1960-آمال - المراهقات:1960-ندى | - من أجل حبي:1959-وفاء - مع الأيام:1958-عفاف - جميلة:1958-جميلة بو حريد+إنتاج - شاطئ الأسرار:1958-عليه - نهاية حب:1957-فاطمة - نساء في حياتي:1957-بشخصيتها الحقيقية - عشاق الليل:1957-منى - الجريمة والعقاب:1957-سامية شحاتة - أين عمري:1956-عليّة+إنتاج - بنات اليوم:1956-سلوى - أرضنا الخضراء:1956-أمينة - كفاية يا عين:1956-نادية - الغريب:1956 - أماني العمر:1955-ليلى - دعوني اعيش:1955-نعمات - فجر:1955-فجر أمين - في سبيل الحب:1955-فاطمة إبراهيم أبو علوان - الله معنا:1955 - الميعاد:1955 - الآنسة حنفي:1954-نواعم - الظلم حرام:1954-سميرة - قرية العشاق:1954-فاطمة سالم - مرت الأيام:1954 | - دهب:1953-دهب - ماليش حد:1953-ليلى سالم الفرماوي - طريق السعادة:1953-عليّة - بلال مؤذن الرسول:1953-هند الخولانية - بائعة الخبز:1953-نيللي - في شرع مين:1953 - حكم الزمان:1953 - انتصار الإسلام:1952-جميلة - مصطفى كامل:1952 - البيت السعيد:1952 - لحن الخلود:1952-سناء رياض حمدي - الإيمان:1952-سعدية صابر - أنا وحدي:1952-نوال - أنا بنت ناس:1951 - القافلة تسير:1951 - طيش الشباب:1951 - ليلة غرام:1951-كوكب - سيبوني أغني:1950-هند عبد الستار - فلفل:1950 - حبايبي كتير:1950 - ليلة الدخلة:1950-حورية - الناصح:1949 - مِن عظماء الإسلام:1970-منتجة |

### أخرى
- مسلسل إذاعي: الكلمة الأخيرة
- مسلسل إذاعي: العمر لحظة-نعمة
- مسلسل إذاعي: في سبيل الحرية
- تمثيلية: الحياة قصيرة قصيرة
- مسلسل إذاعي: أعلنت عليك الحب

## وصلات خارجية
- ماجدة على موقع أرشيف الشارخ.
- ماجدة الصباحي على موقع IMDb (الإنجليزية)
- ماجدة الصباحي على موقع قاعدة بيانات الأفلام العربية
- ماجدة الصباحي على موقع ديسكوغز (الإنجليزية)
- ماجدة الصباحي على موقع قاعدة بيانات الفيلم (الإنجليزية)